# Бои сверчков

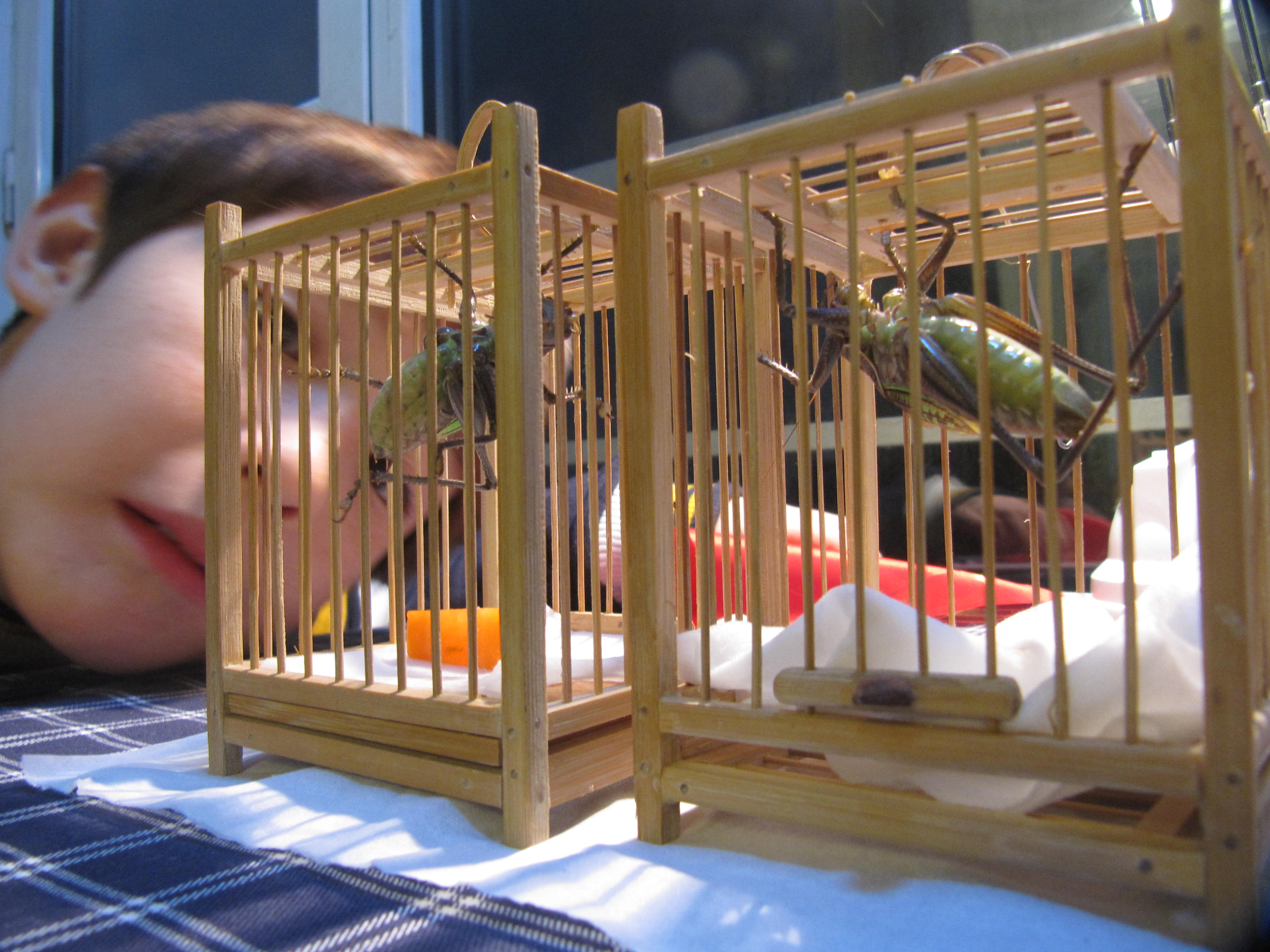
Два «боевых» сверчка в одном из специализированных магазинов Пекина

Бои сверчков — состязания специально обученных самцов сверчков (лат. Gryllidae), которых стравливают друг с другом. Азартный вид спорта, где наблюдатели часто (а в новейшей истории практически всегда нелегально) делают ставки на победу одного из насекомых. Распространены главным образом в Китае. Важной отличительной особенностью поединка является неспособность сверчков нанести друг другу опасные травмы (их жвалы не могут прокусить противника). Однако они повреждают друг другу усики, лапки и крылья, а утрата даже одного крыла делает самца неинтересным для самок и непригодным для размножения, так как он не может издавать привлекающие звуки.

## История
Неизвестно, почему это насекомое так популярно в Китае, но ему посвящаются стихи, романы и научные исследования. Традиционной китайской забаве около 1000 лет. Согласно сохранившимся письменным источникам наложницы императоров из династии Тан (618—907 годы) помещали сверчков в небольшие золотые клетки и брали в постель, чтобы слушать их пение ночью. Чуть позже, уже во времена династии Сун (960—1279 годы), в среде китайской знати стали набирать популярность схватки между этими насекомыми, а вскоре подобная забава стала распространяться и среди обычных людей. Во второй половине XIII века премьер-канцлер империи Сун Цзя Шидо разработал подробные правила проведения поединков, многие из которых используются по настоящее время. Более того, как утверждает ряд историков, именно его одержимость боями сверчков привела к краху империи.
Расцвет боёв приходится на времена династии Цин (1644—1912 годы), когда практически вся императорская семья, знать и простолюдины, горожане и жители деревни каждое лето были увлечены сбором и выращиванием сверчков. Во время Культурной революции в Китае (1966—1976 годы) схватки насекомых были запрещены, как чуждое пролетариату развлечение. Сейчас же наблюдается новый рост интереса к этому элементу древних китайских традиций.

## Отлов и подготовка сверчков
Сверчков отлавливают в их естественной среде обитания с конца весны до начала осени. Считается, что пойманное за день одно подходящее насекомое — уже удача. Лучшие представители породы боевых сверчков обитают в уезде Нинъя́н провинции Шаньдун на востоке Китая, некоторые из них имеют даже собственную родословную. Летом в этом промысле там заняты до 80 процентов крестьян. Кроме того, ещё тысячи местных жителей обеспечивают работу 3000 отелей, обслуживающих этот бизнес. Вообще в настоящее время отловом и выращиванием сверчков в Китае заняты не менее 10 миллионов человек. Стоимость одного экземпляра колеблется от 2 до 50 долларов США, однако цена чемпиона может составлять и 5000 долларов. При этом он может окупиться достаточно быстро. Нередко специалисты покупают сразу двух сверчков и заставляют их бороться, оставляя себе только победителя этой схватки.
Ранее сверчков держали в глиняных горшках или плетёных из бамбука клетках с выделенными местами для сна и питания. Сейчас — в специальном контейнере, под дном которого есть отсек для льда, они любят прохладу. Насекомых кормят кукурузной и пшеничной мукой, яблоками, креветками, фасолью, опарышами. Иногда для укрепления хитинового покрова дают таблетки кальция или женьшень. Сверчков купают, тренируют, сводят с самками. Содержание и уход за одной особью обходится до двадцати долларов в месяц. Сверчков, умерших от старости, хоронят по особому ритуалу во дворах жилых домов.

## Проведение соревнований
Ранее бои традиционно проводились зимой, с наступлением метелей. Сейчас, особенно для привлечения туристов, круглый год и повсеместно. Эталонным для насекомого считается большое тело, большие челюсти и чёрная голова. Однако в схватках принимают участие только те сверчки, которые «женились», обрели пару. По высказыванию одного из участников боёв «сверчок понимает, что ему теперь есть что терять, и он должен защищаться». Соперников взвешивают — соревнования проводятся по весовым категориям. Поединок обычно состоит из трёх раундов по минуте каждый. Организаторы боя помещают насекомых в ёмкость для боя, разделённую съёмной перегородкой на две части, некоторое время водят по их усам и голове специальной кисточкой или тросточкой и убирают преграду. Под действием раздражителя соперники кидаются друг на друга. Побеждает то насекомое, которое сумеет покусать или оттеснить противника. Как упоминалось, сверчки не могут нанести друг другу серьёзных травм. Считается, что проигравший однажды уже не сможет больше никогда победить. Такого сверчка, по выражению корреспондента Первого канала России, «отпускают на волю», хотя точнее, его просто выбрасывают на мостовую, где насекомое чаще всего гибнет под подошвами прохожих, в клювах птиц или просто замерзает (все основные соревнования проходят в октябре — ноябре).
Соревнования практически всегда сопровождаются денежными пари, что в современном Китае является нарушением действующего законодательства. Ставки на один бой могут значительно превышать 1 миллион юаней (на конец 2016 года — около 10 миллионов российских рублей). В 2010 году по неофициальным оценкам суммарный оборот ставок превысил 63 миллиона долларов США или 400 миллионов юаней. Кроме подпольных боёв проводится открытое национальное первенство, организованное профессиональной лигой содержателей боевых сверчков. В 25 самых крупных городах КНР с августа по октябрь идут отборочные чемпионаты, победители которых потом собираются в Пекине.